# Leon Surzyński
Leon Surzyński (ur. 8 kwietnia 1891 w Inowrocławiu, zm. 28 września 1967 w Londynie) – polski lekarz, organizator chórów, działacz społeczny, polityk, poseł na Sejm i wicemarszałek Sejmu w II RP, działacz emigracyjny.

## Życiorys
W 1911 roku ukończył Królewskie Gimnazjum w Inowrocławiu, gdzie w latach 1909–1910 był prezesem koła Towarzystwa Tomasza Zana. Studiował medycynę na uniwersytetach w Monachium, Würzburgu i Lipsku. W czasie studiów należał do Grup Narodowych, działał w wielu polskich towarzystwach śpiewaczych i niepodległościowych, należał do Związku Młodzieży Polskiej „Zet”. Po wybuchu I wojny światowej kierował komitetem pomocy studentom w Królestwie Polskim.
W 1917 roku otrzymał doktorat z medycyny na Uniwersytecie w Lipsku. W grudniu 1918 roku wrócił do Inowrocławia, gdzie zaangażował się w przygotowania do powstania wielkopolskiego, w czasie którego był lekarzem na Kujawach i organizował punkty sanitarne. Po powstaniu przeniósł się do Poznania i do końca 1919 roku służył w Wojsku Polskim. Następnie praktykował jako lekarz internista.
W 1923 roku wstąpił do Narodowej Partii Robotniczej, w której był od 1926 roku członkiem zarządu wojewódzkiego.
W wyborach do Sejmu w marcu 1928 roku został wybrany na posła z okręgu poznańskiego z listy nr 21 Narodowo-Państwowego Bloku Pracy. W Sejmie zasiadał w klubie Narodowej Partii Robotniczej-Lewicy. W sierpniu 1928 został prezesem wielkopolskiego oddziału Bezpartyjnego Bloku Współpracy z Rządem. W latach 1928–1934 należał do Rady Naczelnej Związku Polskiej Młodzieży Demokratycznej. W wyborach do Sejmu w roku 1930 oraz w 1935 został posłem z listy BBWR. Od 1937 roku był przewodniczącym Okręgu Wielkopolskiego Obozu Zjednoczenia Narodowego.
Po wyborze w 1938 roku na posła w V kadencji został wicemarszałkiem sejmu oraz przewodniczącym komisji budżetowej i komisji spraw zagranicznych. Po wybuchu II wojny światowej, gdy Sejm podjął uchwałę o zmniejszeniu liczby posłów do 41, pozostał wicemarszałkiem i przewodniczącym komisji budżetowej.
We wrześniu 1939 roku przedostał się do Bukaresztu, skąd w 1940 wyjechał na Cypr (do Kyrenii), gdzie założył chór, a w 1941 roku – do Palestyny (do Latrun), gdzie zgłosił się do służby wojskowej w Ośrodku Zapasowym Samodzielnej Brygady Strzelców Karpackich. Został skierowany do pracy w szpitalu w Baragwanath k. Johannesburga. 10 stycznia 1944 roku spotkał się z premierem ZPA – Jeanem Sumtsem. 
W 1945 roku przeniósł się do Wielkiej Brytanii, gdzie praktykował jako lekarz w Londynie. Od 1950 roku był członkiem, a od 1954 roku prezesem, Głównej Komisji Rewizyjnej Skarbu Narodowego. Był prezesem założonego w 1955 roku Związku Polskich Chórów w Wielkiej Brytanii.

## Ordery i odznaczenia
- Krzyż Niepodległości (20 lipca 1932)[4]
- Krzyż Kawalerski Orderu Odrodzenia Polski[3]
- Krzyż Walecznych[3]
- Złoty Krzyż Zasługi (11 listopada 1936)[5]
- Krzyż Komandorski Orderu Świętego Sawy (Jugosławia)[6]
- Krzyż Oficerski Orderu Trzech Gwiazd (Łotwa)[6]
- Złota Odznaka Honorowa z Wieńcem Laurowym Zjednoczenia Polskich Zespołów Śpiewaczych i Instrumentalnych (1965)[3]

## Życie prywatne
Był synem Piotra (1859–1935), i Stanisławy Marianny z Meissnerów. Pochodził ze znanej rodziny muzyków (organistów), kompozytorów, dyrygentów. Jego stryjami byli:
- Józef Surzyński (1851–1919) – ksiądz, muzykolog, kompozytor i dyrygent
- Stefan Surzyński (1855–1919) – organista, dyrygent, kompozytor i pedagog
- Mieczysław Surzyński (1866–1924) – organista, kompozytor, dyrygent i pedagog.

Bratem stryjecznym Leona (synem Stefana) był Władysław Surzyński (1906–1987) – aktor, dyrygent i recytator.
Leon Surzyński ożenił się 26 kwietnia 1921 roku z Heleną Kaniewską, z którą miał córki Barbarę (1922–2015) i Marię (1925–2018). Jego wnukiem jest Andrzej Machowski – polski polityk, urzędnik samorządowy, poseł na Sejm II kadencji.
Zmarł 28 września 1967 roku w Londynie. Został pochowany 28 października 1967 roku na Cmentarzu komunalnym Junikowo w Poznaniu (pole 11-47-3).